# Nicholas Lanier

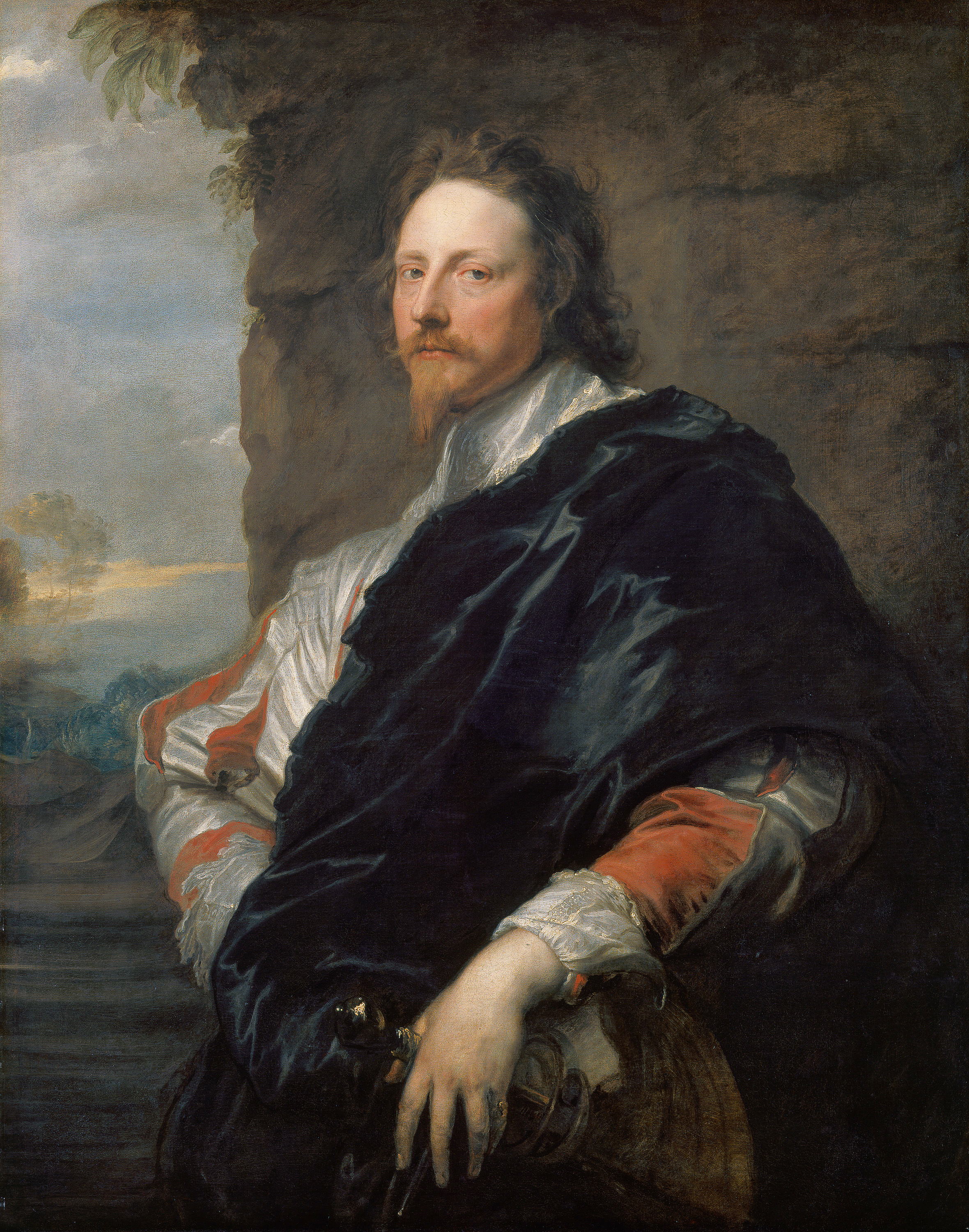
Nicholas Lanier, Gemälde von van Dyck, 1632, Kunsthistorisches Museum Wien

Nicholas Lanier (auch Lanière, getauft 10. September 1588 in London; beerdigt 24. Februar 1665/1666 in Greenwich bei London) war ein englischer Komponist, Sänger, Lautenist und Maler.

## Leben
Nicholas Lanier wurde wahrscheinlich in Greenwich geboren und zunächst von seinem Vater unterrichtet, der Sackbut spielte. 1613 komponierte er gemeinsam mit Giovanni Coperario für die Hochzeit des Grafen von Somerset. Er schrieb auch für Ben Jonsons Masque of Augurs und Lovers Made Men.
Um 1615 wurde Lanier als Lautenspieler in die königliche Kapelle aufgenommen, wo er außer der Laute auch die Viola da Gamba spielte und sang. Ab 1625 reiste er mehrmals nach Italien, um für den König Gemälde zu kaufen, und wurde mit der neuen italienischen Musik des Claudio Monteverdi bekannt. Sie veranlasste ihn, erstmals die Elemente der Monodie und des Rezitativs nach England zu bringen.
Lanier erhielt 1626 den neuen Titel „Master of the King’s Music“ und wurde damit zum Ahnherrn der britischen Hofkomponisten. Während des Commonwealth of England lebte er in Holland, kehrte aber 1660 in den englischen Dienst zurück.
Von Lanier gibt es ein Selbstporträt, das die Musik-Fakultät der Universität Oxford besitzt, und ein Ölgemälde von Anthonis van Dyck, das 1625 auf einer Reise nach Italien in Genua, wo van Dyck sich damals aufhielt, entstand (im Besitz des Kunsthistorischen Museums Wien).